# سانی لستر
سانی لستر (انگلیسی: Sonny Lester؛ زادهٔ ۱۵ نوامبر ۱۹۲۴) یک موسیقی‌دان اهل ایالات متحده آمریکا است.